# Dave the Barbarian
Dave the Barbarian (no Brasil, e em Portugal, Dave, o Bárbaro) é uma série de desenho animado estadunidense, que passou na SIC, no Disney Channel e no Disney Cinemagic (em Portugal) e no Jetix, atual Disney XD (no Brasil). Dave é um bárbaro da Idade Média. Mas ao contrário dos outros bárbaros, é muito mais delicado e menos implacável, o que torna a série muito divertida! Estreou em janeiro de 2004 nos EUA e em setembro de 2004 no Brasil. No Brasil, a série foi veiculada na Rede Globo, na Rede Bandeirantes, Canal Futura e Universal Channel. Em Portugal, a série foi ao ar no Disney Channel Portugal, na SIC e Disney Cinemagic Portugal. É precedida por Lilo & Stitch, e seguida por Brandy and Mr. Whiskers.

## Personagens
- Dave: O personagem principal, é alto, e tem a força de 10 homens. Devia ser um bárbaro de primeira, mas não liga para isso, e dedica-se à culinária, poesias horríveis, péssimas músicas de sua autoria,  etc. Dave já namorou a princesa do mal Irmaplots, mas desmanchou o namoro com ela. Dave já foi o treinador do time de Saque Bol de Udrogoth.
- Fang: Uma garota que, apesar de pequena, é muito briguenta. É sempre confundida com uma macaca, coisa que odeia, é irmã de Dave e usa vestes muito primitivas, idênticas à de um homem das cavernas. Fang é conhecida como a 'Matadora dos Vermins' (Insetos vorazes que podem ate destruir reinos) Fang morre de ódio de Chuckles, pois este a chama de macaca. Seu idolo, Strong o matador, a chamou de humana, Fang aceitou isso.
- Candy: Irmã de Dave, é a princesa de Udrogoth, e quando seus pais viajaram para lutar contra o mal, deixaram-lhe a liderança do reino. É uma patricinha, louca por animais de pelúcia e compras, luta artes marciais e é muito vaidosa. Candy tem um quarto secreto cheio de roupas.
- Oswidge: Tio de Dave, Candy e Fang, é um mago, mas os seus feitiços nunca saem como o planeado, causando muitos problemas. Em um episódio, seu pelo no ouvido dificultou tudo para os nossos heróis, mas deixa o desenho mais engraçado (ex: Fang:-Tio Oswidge, você escutou errado, Oswidge:-Mas eu não machuquei o pato). Tem sérios problemas para se controlar quando o assunto é comida.
- Faffy: Um dragão de estimação amarelo, vesgo, com uma estupidez além dos limites já imaginados que parece um limão e já viveu entre os mesmos.
- Lulo, a Espada Encantada (português brasileiro) ou Lula, a Espada Encantada (português europeu): Espada mágica de Dave, fala pelos cotovelos (se ao menos tivesse um), irrita a todos e lança raios pelos olhos. Sempre preciona Dave para agir de forma mais barbara e menos erudita.
- Cintilante, o Cavalo Maravilha (português brasileiro) ou Twinkle, o Cavalo Maravilha (português europeu): É o cavalo voador, colorido, e deprimido de Candy, obviamente louco de depressão, por Candy nunca ter lhe dado afecto e carinho.
- Throktar: Rei de Udrogoth, é pai de Dave, Candy e Fang.
- Glimia: Rainha de Udrogoth, é mãe de Dave, Candy e Fang. Ambos estão fora pelo mundo derrotando o mal durante toda a série, fazendo poucas aparições.
- O Lorde Supremo das Trevas e do Mal, Chuckles, o porco bobo (português brasileiro) ou O Senhor do Mal Risadas, o porco pateta (português europeu): Um porco feitiçeiro do mal que usa um medalhão vermelho para os seus feitiços, e procura vingança eterna para a família real de Udrogoth. Quando se machuca, se refere a seus órgãos internos de forma bem especial (Oh minha barriguinha de porco, Oh meu bracinho de porco.
- Prima Irmaplotz: Filha da rainha do mal, é uma feitiçeira malvada e cruel, que já namorou Dave, mas agora procura uma maneira de vingar e humilhar Dave, por a ter deixado, o que acabou com ela.
- Nedd Frishman: Um típico nerd de 1994, que usou um zíper mágico do tempo para voltar até a época do reino de Udrogoth, e usou várias coisas do seu tempo(como gameboys, um controle de garagem (em um mundo sem carros e, presumivelmente, sem garagens) e um livro de piadas) para tentar dominar todo o reino.

## Elenco de Dublagem
| Personagens        | Portugal          | Brasil                |
| ------------------ | ----------------- | --------------------- |
| Dave               | Renato Godinho    | Rodrigo Andreatto     |
| Candy              | Manuela Couto     | Tatiane Kelpmair      |
| Fang               | Isabel Ribas      | Fernanda Bullara      |
| Oswidge            | José Jorge Duarte | Carlos Silveira       |
| Lula/Lulo          | Luísa Salgueiro   | Raquel Marinho        |
| Faffy              | Carlos Freixo     | Vágner Fagundes       |
| Twinkle/Cintilante | André Maia        | Tatá Guarnieri        |
| Throktar           | José Jorge Duarte | Daoiz Cabezudo        |
| Glimia             | Manuela Couto     | Denise Reis           |
| Risadas/Chuckles   | André Maia        | Sérgio Rufino         |
| Mazquando          | Carlos Freixo     | Luiz Carlos de Moraes |
| Ned                | Carlos Macedo     |                       |
| Irmaplotz          | Isabel Ribas      |                       |
| Quosimir           | Carlos Macedo     |                       |
| D. Dougmellon      | Manuela Couto     |                       |
| Narrador           | Carlos Freixo     | Hélio Vaccari         |